# Адамс (остров)
А́дамс (англ. Adams) — необитаемый остров, самый южный в составе архипелага Окленд, Новая Зеландия. Как часть островов Окленд — объект Всемирного наследия ЮНЕСКО.

## География

Слева — остров Адамс, справа — остров Окленд

Длина острова с запада на восток около 17 км, с севера на юг — около 9 км, длина береговой линии — 61,3 км, площадь — 97,3 км². Наивысшая точка — гора Дик — 668 метров. От главного острова архипелага, Окленда, Адамс отделяет пролив (от 2,3 до 0,57 км шириной), основной частью которого является обширная бухта Карнли.
Остров является ключевой орнитологической территорией, организованной международной организацией по защите птиц и сохранению их среды обитания BirdLife International: на территории острова живут такие эндемики как оклендский чирок, оклендский бекас, оклендский баклан и оклендский пастушок.